# Daniel P. Mannix
Daniel Pratt Mannix IV, född 27 oktober 1911, död 29 januari 1997, var en amerikansk journalist och författare, känd för sin 1967 utkomna bok The Fox and The Hound (Räven och hunden), som år 1981 blev film av Walt Disney Productions med samma namn (svensk titel: Micke och Molle).